# 祈る聖アポロニア
『祈る聖アポロニア』（いのるせいアポロニア、西: Santa Apolonia en oración、英: Saint Apollonia in Prayer）は、イタリア・バロック期のボローニャ派の巨匠グイド・レーニが画業初期の1600-1603年に銅板上に油彩で制作した絵画である。ヤコブス・デ・ウォラギネの『黄金伝説』に叙述されるアレクサンドリアの聖アポロニアの殉教 (紀元後249年) を主題としている。1722年、イタリア・バロック期の画家カルロ・マラッタのコレクションから対作品となる『聖アポロニアの殉教』とともにスペイン王フェリペ5世に購入され、スペイン王室のコレクションに入った。現在、マドリードのプラド美術館に所蔵されている。

## 主題

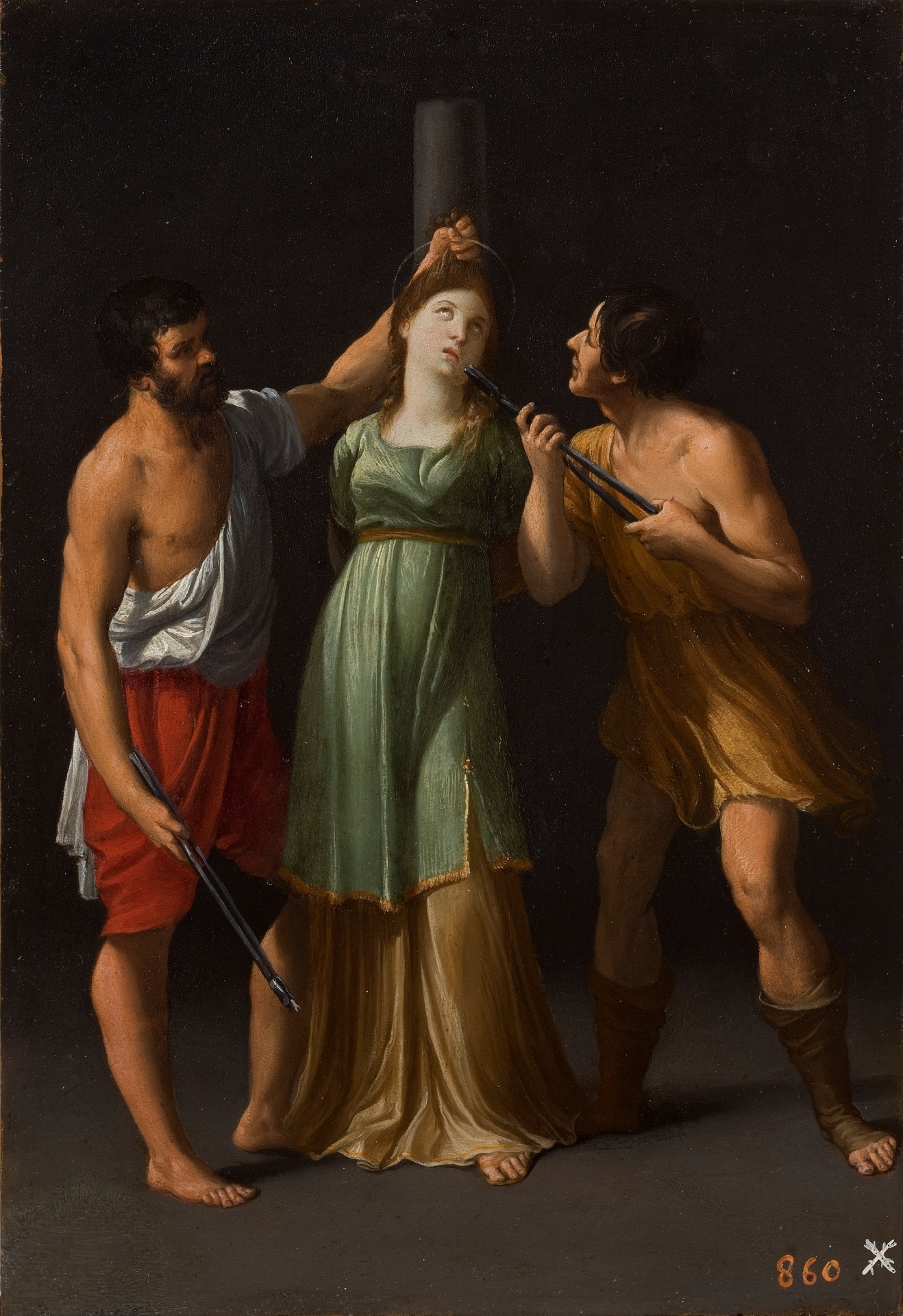
グイド・レーニ『聖アポロニアの殉教』 (1600-1603年ごろ)、プラド美術館、マドリード

聖アポロニアは古代ローマ時代の公務員の娘として幅広い知的教育を受け、子供の時にキリスト教に改宗したと考えられている。アレクサンドリアの司教ディオニュシウスによれば、若い時から布教活動をし、教会の助祭にまで任命されている。ローマ皇帝ピリップス・アラブスの治世時代にローマ建国1000年を記念する祝祭が行われた。この時、キリスト教徒に対する民衆の暴動が起こったが、アポロニアはその最中に連行された。彼女は歯を抜かれ、下あごを砕かれた拷問の末に神を冒瀆する言葉を吐くよう強要される。しかし、拒絶し、刑吏の隙をついて自ら火に身を投げ入れた。
ウォラギネの『黄金伝説』によれば、アポロニアの歯は抜かれたというより、活発に布教しないよう黙らせるために人々が彼女を殴打した結果として抜け落ちた。しかし、レーニは文献に従うのではなく、美術における図像的伝統に従い、2人の処刑人に歯を抜くためのペンチを持たせている。ペンチは、14世紀以前の絵画においてもずっとアポロニアのアトリビュート (人物を特定する事物) として用いられてきたものである。そのために、アポロニアは、歯痛の際に加護を願う聖人として親しまれてきた。また、歯科医の守護聖人でもある。殉教した時、アポロニアは実際には老女であったが、彼女の伝記には迫害の犠牲となった別の少女の伝記が重ねられて、絵画において彼女は少女の姿で表される。レーニもそれに倣い、アポロニアを若い処女として描いている。

## 作品
本作は、アポロニアの歯が抜け落ちた後の逸話を描いている。彼女は跪いて祈りつつ、両手を胸の前で合わせ、拷問の結果を表すように口を半開きにしている。彼女の上向きの視線は、彼女に殉教の象徴であるシュロと王冠を贈るために雲の中から現れている天使に注がれている。前景で目立つように置かれているのは、彼女の歯を抜いたペンチと歯、そして彼女の死を示唆する火である。
これらのモティーフを描き込むことにより、レーニは死の直前のアポロニアが神の意志を受け入れ、悲劇的な結末に身を委ねる姿を表している。この場面は、文献で記述される暴力とはいくぶん不似合いな一種の清澄さを有している。というのは、この瞬間、執行人たちは、アポロニアがイエス・キリストを冒瀆する言葉を吐かなければ炎の中に投げ込むと脅していたからである。彼女は脅しに屈することなく、自身を火の中に投じることを選んだ。一方で、レーニは、若いアポロニアが死を恐れ、天使に慰められている姿を表現している。暗色の背景によって高めらている暗い雰囲気により、本作は彼女が神と直接対話をし、内省する瞬間が捕らえられているという感覚を伝えている。
興味深いことに、アポロニアの衣装は、本作と『聖アポロニアの殉教』では異なっている。後者で、彼女は緑色と黄色の衣装を身に着けているが、本作ではオレンジ色がかった袖のある赤色の衣服を纏い、首には白いスカーフを巻いている。レーニは、彼女の衣服と彼女の命を奪うことになる炎との間に関連性を生み出そうとしたのかもしれない。聖人の生涯の場面を描く際、画家たちはしばしば異なる状況で彼らを特定化できるよう衣服を利用したが、本作と『聖アポロニアの殉教』は現在では失われている連作群をなしていたのかもしれない。
この絵画はレーニの初期の作品であるが、後に人気を博し、盛んに模写されることになる、彼特有の甘美で落ち着いた女性像をすでに先駆する作品となっている。